# Philadelphus mearnsii
Philadelphus mearnsii är en hortensiaväxtart som beskrevs av Evans. Philadelphus mearnsii ingår i släktet schersminer, och familjen hortensiaväxter. Inga underarter finns listade i Catalogue of Life.